# Rosario de la Frontera
Rosario de la Frontera – miasto w Argentynie, stolica departamentu Rosario de la Frontera, położone w południowej części prowincji Salta.

## Opis
Miejscowość została założona w 1874 roku. W mieście jest węzeł drogowy-RP25 RN 9 i RN34, przebiega też linia kolejowa.

## Demografia
.